# Filip Bajon
Pour les articles homonymes, voir Bajon.
Filip Bajon, est un réalisateur polonais, né le 23 novembre 1947 à Poznań.

## Filmographie
Réalisateur
- 2018 : Le Majordome (pl)
- 2015 : Panie Dulskie (pl)
- 2010 : Les Vœux d'une jeune fille
- 2005 : Fundacja (pl)
- 2005 : Solidarność, Solidarność... (pl)
- 2001 : Przedwiośnie (pl)
- 1998 : Poszukiwany: Ryszard Kapusciński
- 1996 : Poznań '56 (pl)
- 1992 : Sauna (pl)
- 1991 : Quand la police sonnera
- 1991 : Spokojny żywot
- 1991 : Powtórka z Conrada
- 1990 : Pensjonat Słoneczny blask
- 1989 : Bal na dworcu w Koluszkach (pl)
- 1986 : Biała wizytówka (pl)
- 1986 : Magnat (pl)
- 1984 : Engagement (pl)
- 1981 : Limuzyna Daimler-Benz (pl)
- 1981 : Wahadełko (pl)
- 1981 : Wizja lokalna 1901
- 1979 : Aria dla atlety (pl)
- 1978 : Zielona ziemia
- 1977 : Rekord świata (pl)
- 1977 : Powrót (pl)
- 1976 : Videokaseta
- 1976 : Sadze (pl)
- 1973 : I inni
- 1972 : Przyczynek do teorii językoznawstwa

## Récompenses et distinctions
- Croix de Chevalier dans l'Ordre Polonia Restituta : 2002
- Médaille d'or Gloria Artis : 2014[2]